# Lenakel
Lenakel (občas, především frankofonní komunitou ostrova, psáno jako Lénakel) je vesnice na ostrově Tanna, v provincii Tafea, v ostrovním státě státě Vanuatu. Nachází se asi kilometr severozápadně od hlavní vesnice ostrova, Lenakel. Je to největší vesnice ostrova i celé provincie Tafea. Sídli zde mimo jiné Bank of Vanuatu, pobočka Vanuatské pošty, presbyteriánská střední škola a mnoho malých obchůdků. Na kopci nad vesnicí se nachází jediná nemocnice celé provincie. Lenakel je nejdůležitější přístav ostrova Tanna i celé provincie, pravidelně zásobovaný z Port Vila. V centru Lenakelu se také nachází trh, kde se v pondělí a pátky schází velký počet obyvatel celého ostrova. Výtěžek z prodeje plodin na trhu je důležitá součást příjmu rodin z vesnic ve zbytku ostrova. Lenakel leží na jedné z mála slušně udržovaných cest ostrova, která jej spojuje s letištěm Whitegrass. Spojení mezi letištěm a vesnicí zajišťují nepravidelně jezdící dodávky.